# 迎春站
迎春站，位于中华人民共和国黑龙江省鸡西市虎林市迎春镇，是林东铁路上的火车站。车站始建于1958年，1962年开通，现由中国铁路哈尔滨局集团鸡西车务段管辖。